# Ràdio Club 25
Ràdio Club 25 va ser l'FM de Ràdio Terrassa EAJ 25, inaugurada en 1979 i «la primera emissora, exclusivament musical, del país». Després de 28 anys de vida «Ràdio Blanca-Kiss FM» compra «Club 25 FM» 
i amb les seves freqüències, l'11 de juliol del 2007 Kiss FM comença a emetre a Catalunya.

## Història

### Inici
En 1962 Ràdio Club Terrassa va obtenir una concessió per a emetre en la freqüència modulada. Les emissions de Ràdio Terrassa FM es van iniciar el 17 de febrer d'aquest any, inicialment emetent la mateixa programació que l'estació d'ona mitjana.
El 23 de febrer de 1976 van ser renovades les instal·lacions de Ràdio Terrassa EAJ 25 al carrer Sant Pere núm. 38, amb nous emissors, equips i restauració general de totes les dependències. La modernització tècnica també va arribar a la FM, anomenada llavors «Radio Terrassa, modulación de frecuencia, segundo canal»
Són posades en funcionament el sis de juny de 1978 les instal·lacions d'estereofonia, a part de Ràdio Terrassa, tan sols ho posseïen quatre emissores a Catalunya, Ràdio Nacional d'Espanya, Ràdio Espanya de Barcelona, Ràdio Joventut i Ràdio Mataró.
El projecte de fer una ràdio eminentment musical es va inaugurar l'u d'octubre de 1979, al principi va tenir unes certes reticències per part dels directius, però van haver de transigir perquè va començar a funcionar en tots els aspectes. El somni fet realitat el va crear el seu cap de programes, Josep Maria Francino, realitzant excel·lents resultats d'audiència per la qualitat i continguts dels programes emesos i ajudat pel personal, en la seva majoria jove i entusiasmat de fer ràdio.
Programes que s'han emès a Ràdio Club 25 els primers anys:
- Estudio Estéreo i los musicales, de Pedro Gámiz
- Con sabor americano i Club de mediodía, de Fernando Del Collado
- My music, de Albert Malla
- Música en el aire i Super charts, de Francesc Novell
- Mermelada pop i El tortell dels diumenges, de Dolors Forns
- Todo éxitos i Ecos, de Xavier Salillas
- Discoteca mágica i Supersingles, de Paco Leal
- Carajillo estéreo, inicialment per Josep Maria Francino i Paco Leal, i Josep Gabizón
- Top internacional, de Josep Maria Francino
- Bones Vibracions, de Carles Cuní
- Feed Back, de Llüisa Prieto
- Con sabor americano, de Paco Plaza
- Catalunya DX, de Miquel Calçada